# Pristimantis chrysops
Pristimantis chrysops é uma espécie de anfíbio  da família Craugastoridae.
É endémica da Colômbia.
Os seus habitats naturais são: florestas subtropicais ou tropicais húmidas de baixa altitude e regiões subtropicais ou tropicais húmidas de alta altitude.
Está ameaçada por perda de habitat.